# Acadèmia Bibliogràfica Mariana
L'Acadèmia Bibliogràfica Mariana és una entitat fundada a Lleida l'any 1862 de la mà de mossèn Josep Maria Escolà, Josep Mensa i Lluís Roca i Florejachs. Es tracta de la primera institució cultural creada a la ciutat en iniciar-se la Renaixença, però a diferència de les acadèmies habituals, aquesta tenia per objectiu principal la promoció de la devoció a la Verge Maria. S'encarregà de convocar un certamen d'història local que se celebrava cada mes de maig. Entre els guanyadors hi va haver Lluís Roca Florejachs per un treball sobre la Paeria, publicat el 1881. També el cronista de la ciutat Josep Pleyan de Porta fou guardonat per una monografia de la ciutat sota domini àrab. Aquest esdeveniment fou l'antecedent dels Jocs Florals moderns que es van iniciar el 1895. A més, l'entitat funcionà també com una activa editorial lleidatana, sobretot de temes religiosos (i principalment marians). La seva activitat va decaure als anys cinquanta.